# Miloslav Mrština
Miloslav Mrština (* 17. listopadu 1949) je bývalý český sociálnědemokratický politik.

## Politika
Miloslav Mrština vstoupil do ČSSD 25. srpna 1998. Členem Ústředního výkonného výboru strany je od roku 1999 do roku 2006. Členem Předsednictva ČSSD byl od roku 2000 do roku 2006. Funkci předsedy Královéhradecké krajské organizace ČSSD zastával od roku 2000 do roku 2006. Předsedou Náchodské okresní organizace ČSSD byl od 13.10.2007 do jeho vystoupení z ČSSD v únoru 2009 po vypuknutí mediální aféry kolem své osoby (viz dále).
V letech 1998–2002 byl zastupitelem a městským radním v Náchodě. V roce 2000 vedl kandidátku ČSSD do voleb do zastupitelstva Královéhradeckého kraje. Po jedno volební období byl krajským zastupitelem a předsedou klubu sociálně demokratických zastupitelů. Od roku 2000 až 2008 byl Místopředsedou krajského výboru pro cestovní ruch. Krátce byl členem krajského finančního výboru.
V současnosti je členem komise Náchoda pro záměry města a členem kontrolního výboru

## Kauza Nevěstinec
Proslul kauzou v únoru 2009, kdy novinář MF DNES Janek Kroupa zveřejnil informace, že v Mrštinově čtyřhvězdičkovém hotelu Vyhlídka v Náchodě býval kdysi nevěstinec. Když pak Mrština přestavoval nevěstinec na hotel, dostal dotaci z veřejných peněz. Politik obvinění odmítl a ohradil se, že je to cílený útok za účelem diskreditace jeho osoby. Domnívá se, že mediálně kampaň vůči němu vede poslankyně a jeho rivalka na post předsedy Krajské organizace ČSSD Ing. Hana Orgoníková spolu s radním Královéhradeckého kraje PhDr. Jiřím Noskem. MF DNES však zveřejnila i fotografie, na kterých Mrština ve svém podniku popíjí uprostřed spoře oděných dam a také policejní protokol, ve kterém jedna z prostitutek tvrdí, že Mrština od dívek osobně vybíral tržby. Tím by se dopustil trestného činu kuplířství. Vyšetřování ale policie zastavila poté, co si nadřízení vyžádali spis a poté ho již nevrátili.
Na politickém grémiu ČSSD přislíbil vedení strany že přeruší členství ve straně do doby, než očistí své jméno. To však neudělal s odůvodněním, že během kauzy zjistil další informace. Užší vedení sociální demokracie tak vyzvalo městskou organizaci ČSSD v Náchodě, aby mu přerušila členství. Ta to však neučinila v počtech 15 hlasů proti vyloučení, 6 hlasů pro vyloučení, přesto Mrština přerušil členství s odůvodněním, že dál bude bojovat za očistění svého jména, ovšem z pozice nestraníka.